# Festival Internacional del Nuevo Cine Latinoamericano de La Habana 2017
La 39 edición del Festival Internacional del Nuevo Cine Latinoamericano de La Habana se celebró del 8 al 17 de diciembre de 2017 en La Habana.

## Jurados

### Ficciones
- Felipe Cazals (presidente del jurado)
- Ilda Santiago
- Víctor Gaviria
- Inés París
- Senel Paz

## Sección Oficial

### Competencia ficciones
(19 películas a concurso)
| Título                 | Director          | País                      |
| ---------------------- | ----------------- | ------------------------- |
| Alanis                 | Anahí Berneri     | Argentina                 |
| Aos teus olhos         | Carolina Jabor    | Brasil                    |
| Carpinteros            | José María Cabral | República Dominicana      |
| Invisible              | Pablo Giorgelli   | Argentina Brasil Uruguay  |
| Joaquim                | Marcelo Gomes     | Brasil Portugal           |
| La cordillera          | Santiago Mitre    | Argentina                 |
| Las hijas de Abril     | Michel Franco     | Brasil                    |
| Los buenos demonios    | Gerardo Chijona   | Cuba                      |
| Los perros             | Marcela Said      | Chile                     |
| O Filme da Minha Vida  | Selton Mello      | Brasil                    |
| Plaza París            | Lúcia Murat       | Argentina Brasil Portugal |
| Restos de viento       | Jimena Montemayor | México                    |
| Sergio & Sergei        | Ernesto Daranas   | Cuba España               |
| Siete cabezas          | Jaime Osorio      | Colombia                  |
| Tesoros                | María Novaro      | México                    |
| Una especie de familia | Diego Lerman      | Argentina                 |
| Una mujer fantástica   | Sebastián Lelio   | Chile                     |
| Vazante                | Daniela Thomas    | Brasil Portugal           |
| Zama                   | Lucrecia Martel   | Argentina                 |

## Palmarés[1]·[2]
- Gran Premio Coral: Alanis de Anahí Berneri
- Premio Especial del Jurado : Una mujer fantástica de Sebastián Lelio
- Mejor Director : Lucrecia Martel, por Zama
- Mejor Actriz (ex-æquo): Sofía Gala Castiglione, por Alanis y Daniela Vega, por Una mujer fantástica
- Mejor Actor: Jean Jean, por Carpinteros
- Mejor Guion: Pablo Giorgelli et María Laura Gargarella, por Invisible
- Mejor Fotografía: María Secco, por Restos de viento
- Mejor Edición: María Novaro, por Tesoros
- Mejor Sonido: Guido Berenblum y Emmanuel Croset, por Zama
- Mejor Música Original: O Grivo, por Joaquim
- Mejor Dirección Artística: Renata Pinheiro, por Zama

| Predecesor: Festival Internacional del Nuevo Cine Latinoamericano de La Habana 2016 | Festival Internacional del Nuevo Cine Latinoamericano de La Habana 2017 | Sucesor: Festival Internacional del Nuevo Cine Latinoamericano de La Habana 2018 |